# Полосатый гремучник
Полосатый гремучник (лат. Crotalus horridus) — ядовитая змея из подсемейства ямкоголовых семейства гадюковых.

## Описание
Общая длина достигает 1,5-1,9 м. Голова широкая, большая. Туловище толстое, плотное. Окраска желтовато-бурого цвета с чёткими поперечными пятнами тёмно-коричневого или чёрного цвета. Пятна эти сужаются на боках, иногда сужение направлено вперёд, пятна имеют форму полумесяца. Часто они окаймлены узкой светло-жёлтой полосой.
Любит скалистые и щебенистые низкогорья с разреженным кустарником или отдельными деревьями, иногда болотистые низины или долины рек, опушки или обработанные земли. Активен ночью или в сумерках. Питается грызунами, птицами, земноводными, иногда птичьими яйцами.
Это живородящая змея. Весной, после выхода из зимовочных убежищ, происходит спаривание, а в сентябре самки рождают 5—17 детёнышей.
Яд опасен. Укус этой змеи вызывает тяжёлое отравление, иногда приводящее к смерти. Яд используют в медицине, за один раз можно взять до 130 мг (в сухом весе) яда.

## Образ жизни
Обитает на востоке США, на север до штата Вермонт и на юг к побережью Мексиканского залива. На полуостров Флорида он не заходит, а на запад проникает в Техас и Оклахому. Также встречается на юго-востоке Канады.